# Ik **** je op afstand
Ik **** je op afstand is een nummer van Zondag met Lubach in samenwerking met Merol, ofwel gezongen door Arjen Lubach en Merel Baldé.
Het nummer was voor het eerst te zien op 12 april 2020 als videoclip in de negende aflevering van seizoen 11 van het satirisch televisieprogramma Zondag met Lubach op NPO 3. Het nummer gaat over Covid-19 en hoe het houden van een grote afstand van elkaar het nieuwe normaal is geworden.
De eerste 48 uur na release werd het nummer al bijna een half miljoen keer bekeken op YouTube. Op 18 april 2020 verscheen het nummer in de Nederlandse Tipparade en de Vlaamse Ultratip 100.

## In de media
In het radioprogramma Stenders Platenbonanza van 17 april 2020 ontstond discussie bij Rob Stenders en Caroline Brouwer over de piep in het lied. Maar nadat Lubach in de uitzending helderheid daarover gaf, en het nog niet echt duidelijkheid gaf, maakte Stenders een speciale versie van de track: "Ik Lingo Je Op Afstand", waarin je in plaats van de piep een geluid uit het televisieprogramma Lingo hoort.